# Alhajuela
Alhajuela ist eine Ortschaft und eine Parroquia rural („ländliches Kirchspiel“) im Kanton Portoviejo der ecuadorianischen Provinz Manabí. Die Parroquia besitzt eine Fläche von 24,36 km². Die Einwohnerzahl lag im Jahr 2010 bei 3754. Die Parroquia wurde am 24. Juli 1937 gegründet. Der Ort ist auch unter dem Namen „Bajo Grande“ bekannt.

## Lage
Die Parroquia Alhajuela liegt am Westrand der Cordillera Costanera etwa 35 km von der Pazifikküste entfernt. Der Río Chico, ein rechter Nebenfluss des Río Portoviejo, durchquert das Gebiet in westlicher Richtung. Der Hauptort Alhajuela liegt am Südufer des Río Chico auf einer Höhe von 74 m, 19 km östlich der Provinzhauptstadt Portoviejo. Die Fernstraße E30 (Portoviejo–Quevedo) führt durch Alhajuela.
Die Parroquia Alhajuela grenzt im Nordosten an die Parroquia Chirijos, im Osten an die Parroquia San Plácido, im Süden an die Parroquia Ayacucho (Kanton Santa Ana) sowie im Westen und im Nordwesten an die Parroquia Abdón Calderón.